# المصرف الليبي الخارجي
تأسس المصرف الليبي الخارجي (LFB) في عام 1972 في طرابلس ، ليبيا كمصرف أجنبي عربي ليبي. تم تغيير اسم إلي المصرف الليبي الخارجي عام 2005. وكان أول مؤسسة مصرفية خارجية في ليبيا مرخصة للعمل على المستوى الدولي. يمتلك البنك المركزي الليبي 100٪ من LFB. يقع المكتب الرئيسي في العاصمة الليبية طرابلس .
منذ عام 2010 ، يمتلك البنك 84 ٪ من البنك التجاري العربي البريطاني، و 68 ٪ من Banca UBAE (المؤسسة 1972) في روما.  

## عمليات
يوفر LFB الخدمات والعمليات لتسهيل التجارة الدولية، وتدفقات الأموال للاستثمار والدفع، والقروض للمؤسسات الحكومية والخاصة وكذلك للقطاع الخاص. تشمل خدماتها الدولية التأمين وتأكيد خطابات الاعتماد وإنشاء ائتمانات القبول وتوريد العملات الأجنبية. في تصنيفها لعام 2007 لأفضل 100 بنك في أفريقيا، صنفت مجلة أفريقيا للأعمال مؤسسة( LAFB) في المرتبة العاشرة لأفريقيا ككل والرابعة في منطقة شمال إفريقيا. واستمروا في القول إن تصنيف البنك الأجنبي الليبي قد يكون بالفعل أقل من الواقع، بالنظر إلى أن أحدث الأرقام المتاحة للبنك كانت أكبر من عامين في العديد من منافسيه في شمال إفريقيا. يقدم خدمات مصرفية للشركات مثل تقديم قروض قصيرة ومتوسطة وجماعية وطويلة الأجل.

## تقييم مالي
في عام 2004 ، كان لدى البنك موجودات متداولة قيمتها 7,200 مليون دينار ليبي وأصول غير متداولة قيمتها 4,746 مليون دينار ليبي. بلغت المطلوبات الحالية للبنك 8,107 مليون دينار ليبي، في حين بلغت الخصوم غير المتداولة 3,425 مليون دينار ليبي. وبلغ احتياطي رأس المال 416 مليون دينار ليبي. كان للبنك العديد من البنوك العربية مثل البنك العربي الدولي القاهرة والبنك العربي الليبي التونسي كشركة تابعة أو شركات مرتبطة بها.

## الحواشي
ملاحظات
1. ↑  The other foreign banks with an ownership interest in Banca UBAE (Unione delle Banche Arabe ed Europee) are Banque Centrale Populaire (56%) and Banque Marocaine du Commerce Extérieur (4%), both of which are based in الدار البيضاء, (Morocco). Italy is represented by some of the major domestic banking groups – UniCredit (11%), Intesa Sanpaolo (2%) – in addition to three industrial and non-industrial corporations – ENI Group (through Eni Adfin, 59%), Telecom Italia (2%) and Sansedoni Siena (4%).
2. ↑  On 12 March 2011, the بنك إيطاليا placed Banca UBAE under special administration following the European Council's decision to freeze Libyan banking assets. The intent was to ensure that the bank could continue to operate normally, and in conformity with international policies.

اقتباسات
1. ↑  "Aligned ISNI and Ringgold identifiers for institutions". زينودو (بالإنجليزية). 24 Aug 2017. DOI:10.5281/ZENODO.758080.
2. 1 2  "Company overview Libya Foreign Bank". Bloomberg L.P. مؤرشف من الأصل في 2017-06-14. اطلع عليه بتاريخ 2016-11-27.
3. 1 2   {{استشهاد بخبر}}: استشهاد فارغ! (مساعدة)
4. ↑  African Business (2007) p.22
5. ↑  Socialist People's Libyan Arab Jamahiriya: Statistical Appendix. International Monetary Fund. 2005. ص. 32. مؤرشف من الأصل في 2019-12-10.
6. ↑  Bricault، G. C. (2012). Major Companies of the Arab World 1991/92. G. C. Bricault. ص. 333. ISBN:9789401174800. مؤرشف من الأصل في 2019-12-10.

## روابط خارجية
- إدارة معلومات الطاقة (2007) ليبيا: موجز تحليل الدولة
- البنك الدولي (2006) ، الجماهيرية العربية الليبية: التقرير الاقتصادي ، مجموعة التنمية الاجتماعية والاقتصادية: منطقة الشرق الأوسط وشمال إفريقيا
- الأعمال الأفريقية ، أكتوبر 2007
- The Banker Libya